# Tào Thái bá
Tào Thái bá (chữ Hán: 蔡太伯; trị vì: 1052 TCN-1002 TCN), tên thật là Cơ Tỳ (姬脾), là vị vua thứ hai của nước Tào – chư hầu nhà Chu trong lịch sử Trung Quốc.
Tào Thái bá là con của Tào Thúc Chấn Đạc – vua đầu tiên nước Tào. Sau khi Thúc Chấn Đạc mất, Cơ Tỳ lên thay, tức là Tào Thái bá.
Sử sách không ghi chép sự kiện xảy ra liên quan tới nước Tào trong thời gian ông làm vua.
Khoảng năm 1002 TCN, Tào Thái bá qua đời. Con ông là Cơ Bình lên nối ngôi, tức là Tào Trọng quân.